# Giuseppe Ferdinando Brivio
Giuseppe Ferdinando Brivio (cca 1700? Milán – 1758? tamtéž) byl italský hudební skladatel, dirigent, houslista a učitel zpěvu.

## Život
Narodil se v Miláně. Nejstarší zmínka o jeho osobě pochází z roku 1720, kdy byl houslistou v královském paláci v Miláně. Brzy poté se stal hudebním ředitelem divadla královského paláce, kde působil až do 13. října 1732. V Teatro Regio Ducale měla 6. prosince 1727 premiéru jeho první opera Ipermestra. Přibližně v roce 1738 se do divadla vrátil a setrval v něm až do roku 1742. V roce 1730 založil v Miláně pěveckou školu. Mezi významné absolventy patřily sopranistky Giulia Frasi a Caterina Visconti.

## Dílo

### Opery
- Ipermestra (1727, Milán, Teatro Regio Ducale)
- Olimpiade (libreto Pietro Metastasio, 1737, Turín Teatro Regio)
- Demofoonte (libreto Pietro Metastasio, 1738, Turín, Teatro Regio)
- Artaserse (libreto Pietro Metastasio, 1738, Padova, Teatro degli Obizzi)
- Merope (libreto Apostolo Zeno, 1738, Milán, Teatro Regio Ducale)
- Didone abbandonata (libreto Pietro Metastasio, 1739 Milán, Teatro Regio Ducale)
- La Germania trionfante in Armorica (1739, Milán, Teatro Regio Ducale)
- L'incostanza delusa (1739, Milán, Teatro Regio Ducale)
- Alessandro nell'Indie (1742, Milán, Teatro Regio Ducale)

### Pasticcia
- Gianguir (1742, Londýn, Her Majesty’s Theatre)
- Mandane (1742, Londýn, Her Majesty’s Theatre)
- L'incostanza delusa (1745 Londýn, Her Majesty’s Theatre)
- L'Olimpiade (1755, Bologna, Teatro Marsigli-Rossi

### Jiné skladby
- 2 sbírky triových sonáty
- 2 houslové koncerty
- Sonata per oboe
- Sonate en la majeur pour 2 violons
- Ouverture a più stromenti